# John Baldacci

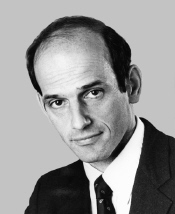
Baldacci in seiner Zeit als Kongressabgeordneter 2001/02

John Elias Baldacci (* 30. Januar 1955 in Bangor, Maine) ist ein US-amerikanischer Politiker (Demokratische Partei). Er ist ehemaliger Gouverneur des Bundesstaates Maine.

## Frühe Jahre und politischer Aufstieg

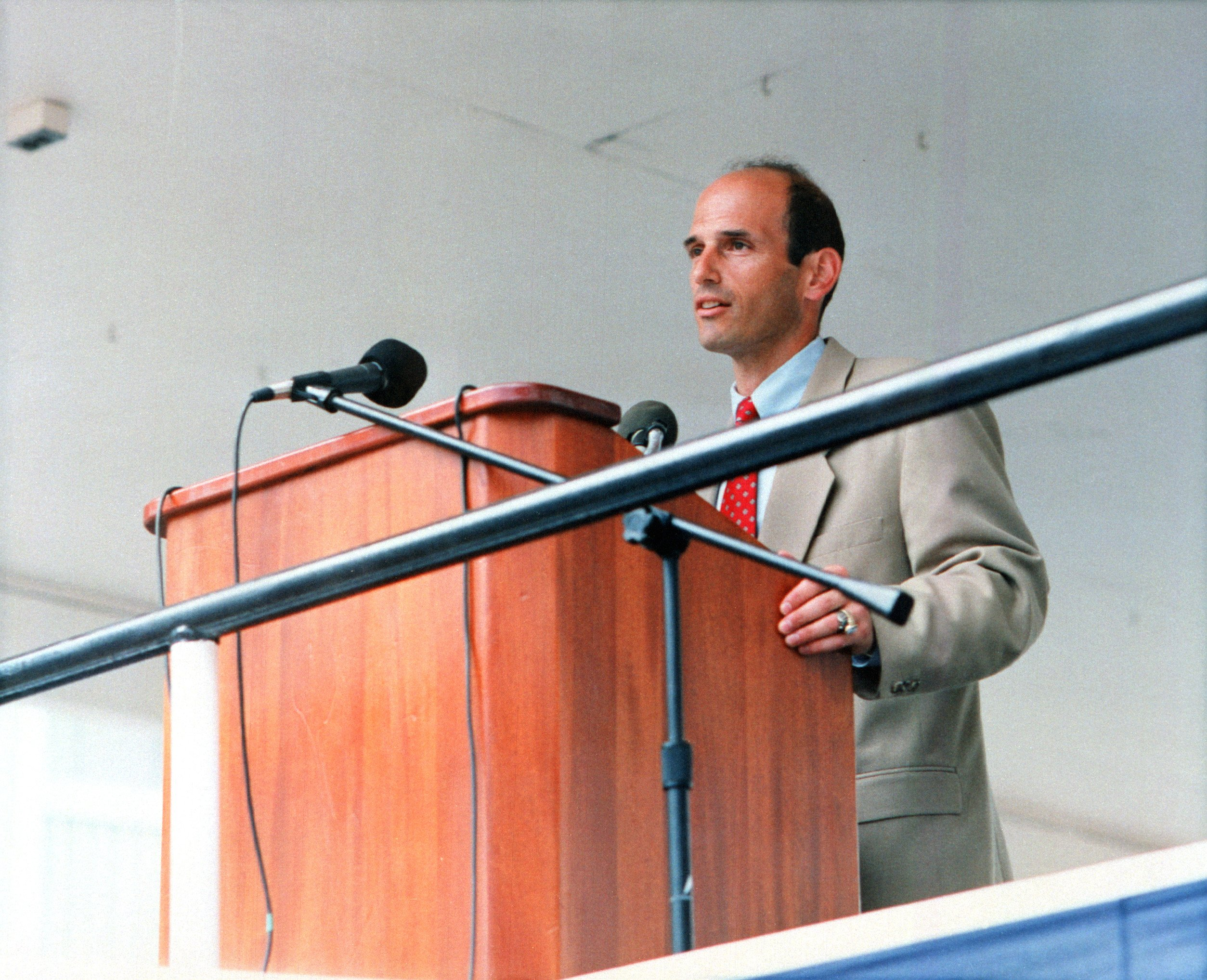
Baldacci während seiner Zeit als Kongressabgeordneter (1995)

John Baldacci besuchte bis 1973 die Bangor High School. Dann studierte er an der University of Maine Geschichte. Neben diesem Studium arbeitete er auch im Restaurant seiner Familie in Bangor mit. Zwischen 1978 und 1981 war Baldacci im Stadtrat von Bangor. Von 1982 bis 1994 saß er im Senat von Maine, ehe er dann in das US-Repräsentantenhaus in Washington gewählt wurde. Im Jahr 2002 wurde er als demokratischer Kandidat zum neuen Gouverneur von Maine gewählt.

## Gouverneur von Maine
Von Januar 2003 bis Januar 2011 war Baldacci Gouverneur von Maine. Im Jahr 2006 wurde er von den Wählern seines Staates mit großer Mehrheit in diesem Amt bestätigt: Er erhielt 73 % der Stimmen, sein republikanischer Gegner Richard Campbell 27 %. Baldacci bekämpfte die Staatsverschuldung durch eine Ausgabenkürzung und durch die Erhöhung bestimmter Gebühren. Er plante eine umgehende Schulreform und bemühte sich um eine Verbesserung des Gesundheitswesens. Im Mai 2009 unterzeichnete er das Gesetz zur Legalisierung der gleichgeschlechtlichen Ehe in Maine; damit war er der erste Gouverneur eines Bundesstaates, der so verfuhr, ohne dass vorher ein entsprechender Gerichtsbeschluss ergangen war. Baldacci konnte im Jahr 2010 nicht erneut kandidieren und übergab sein Amt am 5. Januar 2011 an den Republikaner Paul LePage. Er ist mit Karen M. Baldacci verheiratet, das Paar hat einen Sohn.

## Präsidentschaftswahlkampf 2008
In den demokratischen Präsidentschaftsvorwahlen stellte sich Baldacci hinter Hillary Clinton, obwohl Maine mehrheitlich Barack Obama unterstützte. Nach der Aufgabe Clintons im Juni 2008 unterstützte er als Superdelegierter Obama.